# Wodzisław Śląski Centrum
Wodzisław Śląski Centrum – przystanek osobowy w Wodzisławiu Śląskim, na linii kolejowej nr 158.

## Historia
Kolej dotarła do Wodzisławia Śląskiego w 1882, kiedy ukończono budowę linii kolejowej Niedobczyce (obecnie Rybnik Towarowy) – Wodzisław Śląski, którego stacja końcowa zlokalizowana była poza ścisłym centrum miasta. 4 lata później linia została przedłużona do Chałupek, jednakże pomimo budowy odcinka przez centrum miasta, nie wybudowano przystanku ani stacji w centrum.
Przystanek ten zapowiadano już od lat 60. XX w.  Niegdyś miał on być częścią stacji Wodzisław Śląski Osobowy, ze znacznie bardziej rozbudowaną infrastrukturą, jednak w czasach Polski Ludowej inwestycji nie zrealizowano. 
Około 2014, kiedy trwały przygotowania do generalnego remontu linii nr 158, rozważano budowę przystanku w centrum Wodzisławia, jednakże ostatecznie do tego nie doszło ze względu na brak porozumienia pomiędzy miastem a PKP odnośnie tego, czy będzie to wyłącznie przystanek przelotowy czy pociągi będą mogły również kończyć i rozpoczynać bieg. Pomimo tego nie ustały apele o jego budowę.
19 maja 2021 Rada Ministrów ustanowiła Rządowy program budowy lub modernizacji przystanków kolejowych na lata 2021 – 2025, obejmujący m.in. budowę przystanku kolejowego Wodzisław Śląski Centrum. W wyniku czego w grudniu 2022 PKP Polskie Linie Kolejowe ogłosiły przetarg na projekt i budowę tego przystanku. Przetarg wygrało Przedsiębiorstwo Robót Inżynieryjnych Diag-Most, z którym umowę podpisano w styczniu 2023. 10 grudnia 2023 na przystanku zaczęły zatrzymywać się pociągi.

## Infrastruktura
Na przystanku znajduje się jeden jednokrawędziowy peron o długości 150 metrów i wysokości 0,76 metra nad poziomem główki szyny. Na peronie znajduje się wiata i ławki, oświetlenie, nagłośnienie, a obok peronu parking.

## Ruch pociągów
Przystanek obsługiwany jest przez Koleje Śląskie w ramach linii S71 łączącej Katowice z Boguminem.